# Alan Paterson
Alan Paterson (11. června 1928 – 8. května 1999) byl britský atlet, mistr Evropy ve skoku do výšky z roku 1950.
Dvakrát startoval na olympiádě ve skoku do výšky, v roce 1948 i 1952 však medaili nezískal. V roce 1946 vybojoval na evropském šampionátu v soutěži výškařů stříbrnou medaili. O čtyři roky později se v této disciplíně stal mistrem Evropy. Jeho osobní rekord 202 cm pochází z roku 1947.